# Jeremy Brett
Jeremy Brett, vlastním jménem Peter Jeremy William Huggins (3. listopadu 1933 v Berkswell Grange, Warwickshire, Velká Británie – 12. září 1995, Londýn, Anglie) byl britský zpěvák a herec, světově proslavený rolí Sherlocka Holmese.

## Životopis
Matka se jmenovala Elizabeth Edith Cadbury (rodina proslavená čokoládami Cardbury), otec byl plukovník Henry William Huggins, vzali se v roce 1923.
Byl nejmladším ze čtyř sourozenců, z bratrů Johna, Michaela a Patricka se stali dva malíři a architekt. Narodil se s vadou řeči (lingua accreta), která mu byla později chirurgicky odstraněna. Po základní škole Abberley Hall Prep School studoval, stejně jako jeho bratři, na prestižní Eton Collage, kde měl, jak později vzpomínal, problémy s dyslexií. Otec chtěl, aby šel po jeho vzoru do armády, ale Jeremy byl pevně rozhodnut stát se hercem. Jeho otec jej tedy přinutil alespoň změnit si jméno, aby nešpinil čest rodiny takovým povoláním. Příjmení Brett prý převzal ze značky svého prvního obleku.
Po ukončení studia herectví, jež absolvoval v Londýně na Central School of Speech and Drama, kde vyhrál Laurence Olivier Bursary Award a William Ford Memorial Prize, začal hrát v divadle Library Theatre v Manchesteru. Po natočení velkofilmu Vojna a mír vystřídal několik dalších divadelních společností a nakonec zůstal v londýnském Královském národním divadle (Royal National Theatre).
Mezi jeho jevištní role patří například: Patroclus a pak Troilus v "Troilus a Cressida" (1956), Hamlet v "Hamletovi" (1961), Bassanio v "The Merchant of Venice" (1970), Dracula v "Dracula" (1978–79) , Dr. John Watson v "The crucifer of blood" (1980–81), Prospero v "The Tempest" (1982), a Sherlock Holmes v "The Secret of Sherlock Holmes" (1988–89).
S televizní produkcí začal v roce 1954 ve filmu Svengali, poté v roce 1956 exceloval v již zmíněné americké filmové adaptaci Tolstého románu Vojna a mír režiséra Kinga Vidora. Zde si zahrál společně s Henry Fondou, Melem Ferrerem a také Audrey Hepburnovou, se kterou se o osm let později opět sešel při natáčení legendárního oscarovém muzikálu My Fair Lady. Poté si například v roce 1971 zahrál ve snímku Mikuláš a Alexandra.
Matka zemřela při dopravní nehodě r. 1959 a otec, o kterého se předtím dlouho staral, v roce 1965 na srdeční selhání.
První manželka Anna Massey mu porodila jediného syna Davida Hugginse, dnes úspěšného anglického karikaturistu a ilustrátora. I přes rozvod, který přišel 4 roky po svatbě, zůstali v blízkém přátelském kontaktu, podporovaném výchovou syna a občasným společným účinkováním v divadle a televizi, jako například v adaptaci Rebecca (1979). David se oženil v roce 2001 s Madeleine Christie (děti Dan a Iris).
Jeremy Brett později naprosto přijal za své také dvě nevlastní děti druhé manželky Joan Wilson, s níž se oženil v r. 1976 a jež zemřela v r. 1985 na rakovinu, krátce po dokončení epizody Sherlocka Holmese Poslední případ (The Final Problem). Její smrt mu byla do jisté míry osudová, jelikož se nedokázal vyrovnat s její ztrátou a nerozumné cílené zabrání se do práce po jejím úmrtí vyvolalo nervové zhroucení a následnou epizodu těžké deprese, která vyprovokovala maniodepresivní psychózu, jejíž dřívější náznaky přisuzovalo okolí pověstné výstřední povaze umělců.
Kvůli velmi blízkému přátelství s americkým hercem Paulem Shenarem se ojediněle vyskytovaly a stále vyskytují spekulace o Jeremyho bisexualitě, pro kterou však chybí dostatek podkladů.
Po smrti druhé manželky a začátku koloběhu zdravotních komplikací se poznal s obdivovatelkou Lindou Pritchard, která jej původně chtěla jen požádat o pomoc při svém charitativním běhu Velkou Británií, jímž chtěla upozornit na možnosti podpory léčby rakoviny "Keep Hope Alive" a kterým pro tento účel sama získala £50,000. Stali se však nejlepšími přáteli a Linda byla herci obrovskou oporou až do srdečního selhání v r. 1995, které se mu stalo osudným.
Ačkoli již od 60. let obsazoval Jeremy Brett nejprestižnější role od Shakespearova Hamleta po d'Artagnana v televizní adaptaci Tří mušketýrů, jeho absolutně nejznámější rolí se stala postava slavného Doyleova detektiva ve 41 případech Sherlocka Holmese, které byly natáčeny v letech 1984–1994.
Smrt v roce 1995 ve věku 61 let byla zapříčiněna kardiomyopatií (srdečním selháním). Srdeční chlopně trvale poznamenala již revmatická horečka, kterou prodělal v 16 letech, a se kterou přes děsivé prognózy lékařů prožil více než plnohodnotný život. Léky později předepsané pro léčbu bipolární afektivní poruchy (maniodepresivní psychózy) a dlouholeté kouření, však dokonaly svůj díl. Jeremy Brett zemřel nečekaně přes noc ve spánku ve svém bytě v Londýně 12. září 1995.

## Role
Přehled
Svoji profesionální hereckou kariéru započal v divadle v Manchesteru v roce 1954 a poté se usadil v Londýně v roce 1956. Po úspěchu ve filmu Svengali získal roli Nikolaie Rostova ve "Válka a mír" z roku 1956. V témže roce se také objevil na Broadwayi jako vévoda Aumerle v Richardu II. Na jevišti hrál mnoho klasických rolí, včetně asi 12 Shakespearových her v letech 1967–1970, kdy byl členem Národní divadelní společnosti.
Od počátku 60. let se často objevoval v britské televizi. Hrál v několika seriálech a v adaptaci Tří mušketýrů (1966) jako d'Artagnan. Jeho největší filmovou rolí byl tehdy Freddie Eynsford-Hill v My Fair Lady (1964), kde se po Vojně a míru opět sešel s Audrey Hepburnovou. Ačkoli jeho hlas byl ve zpívaných partech z dosud nepochopitelných důvodů dabován, Jeremy Brett zpíval velmi dobře, jak později prokázala jeho role Danila v televizním zpracování operety Veselá vdova (1968).
Některá jeho vystoupení byla v klasických komediích jako Captain v televizní verzi The Rivals (1970) a Bassanio v Shakespearově The Merchant of Venice – Kupec benátský (1970). Také hrál v několika dalších filmech z ITC série, jako je The Baron – Baron (1967) a The Champions – Šampioni (1969) nebo The Incredible Hulk (1977). Významné jsou také role v Tajemství ostrova racků – Secret of Seagull Island a Smrt v pomalém pruhu – Death in a Slow Lane, kde představoval elegantní, atraktivní a inteligentní zločince.
Poslední krátkou rolí byl umělcův otec v Hollywoodském celovečerním filmu Moll Flandersová (1995) v hlavní roli s Robinem Wrightem Pennem (film nesmí být zaměňován s adaptací ITV z roku 1996).
Jako Sherlock Holmes
Ačkoli se Jeremy Brett objevil během své 40leté kariéry v mnoha různých rolích, nejproslulejší je díky svému skvělému ztvárnění Sherlocka Holmese v The Adventures of Sherlock Holmes (Dobrodružství Sherlocka Holmese) televize Granada, rozsáhlé sérii vyrobené mezi lety 1984 a 1994. Díly byly upraveny podle Johna Hawkeswortha a dalších spisovatelů, čerpajících přímo z originálních příběhů sira Arthura Conana Doyla. I když se údajně zprvu bál složitou roli obsadit, nakonec nabídku přijal, přestože již dlouhou dobu byl obsazován výhradně do rolí spíše romantických hrdinů a ztvárnil tak s precizností sobě vlastní slavného detektiva celkem v 41 epizodách seriálu, vedle Davida Burkeho a později Edwarda Hardwicka jako Dr. Watsona a Rossalie Williams v roli paní Hudsonové.
Když byl osloven v únoru 1982 televizí Granada hrát Sherlcka Holmese, jeho záměrem bylo, aby se zcela autenticky a věrně přizpůsobil postavě detektiva. V zájmu věrného zobrazení provedl rozsáhlý výzkum zaměřený na velkého detektiva i jeho tvůrce sira Arthura Conana Doyla samotného, a vždy byl velmi pozorný k rozporům mezi scénářem, který mu byl dán a původními příběhy. Nejcennějším předmětem na place pro něj proto byl prý jeho 77-stránkový popis všech zvyků a povahových rysů detektiva, od Holmesova manýrismu po stravovací návyky, stejně jako všech dalších postav s rozsáhlejší charakteristikou. Jeremy Brett jednou vysvětlil, že "někteří herci se snaží, aby se charakterem stali postavami. Když to funguje, herec je jako houba, mačkáním odstraní svou vlastní osobnost a pak absorbuje charakter postavy jako kapalinu".
Poté, co komplikovanou roli přijal ("Holmes je nejtěžší, co jsem kdy hrál – těžší, než Hamlet nebo Macbeth"), vystupoval zároveň v mnoha divadlech po Anglii a na turné po boku Edwarda Hardwicka jako Dr. Watsona ve hře The Secrets of Sherlock Holmes. Obecně bývá stále považován za definitivního Holmese, stejně jako před ním Basil Rathbone. Jak se jednou vyjádřil, velmi se mu hodilo, že krátce před začátkem série si sám zahrál doktora Dr. Watsona s Charltonem Hestonem v roli Holmese v r. 1980 v Los Angeles v The crucifer of Blood.
Do své role také přináší nevídanou vášeň. Vnesl do charakteru někdy poněkud výstřední gesta a sobě vlastní výrazný extrovertní smích. Vrhal se na zem za stopou, neváhal přeskočit nábytek, skočit ze schodů nebo přejít přes zábradlí mostu bez ohledu na svoji osobní bezpečnost, která, jak si mnoho lidí neuvědomuje byla s ohledem na jeho nemocné srdce ohrožena už i obvyklým vybíháním schodů a prudkými, energickými pohyby.
Holmesova náladová, komplikovaná, ale úchvatná a geniální osobnost Bretta fascinovala možná i proto, že v mnoha připomínala jeho vlastní. Proto se pro něj stalo těžké vzdát se přemýšlení o Holmesovi ve volném čase po natáčení, přestože se odjakživa se říká, že jediný způsob pro herce, jak zůstat zdravý, je opustit svou roli na konci dne. Pro snazší představu si také rozváděl a domýšlel v knihách naznačené prvky detektivovy povahy, které mu pomáhaly pochopit zdánlivě chladný charakter s "chybějícím srdcem", což mu velice umožňovalo komplikovanou postavu hrát věrně původním příběhům. Zatímco ostatní herci zmizeli do jídelny na oběd, seděl sám na scéně a četl scénář, stejně jako často o víkendech a na dovolené. Na divadelních adaptacích Tajemství Sherlocka Holmese spolupracoval spolu s dlouholetým přítelem, dramatikem Jeremy Paulem a spolu s Edwardem Hardwickem v nich poté několik let exceloval například v divadle Wyndham v londýnském West Endu.
"Někteří herci se obávají, když hrají Sherlocka Holmese, že kvůli velmi dlouhému času natáčení postava jakoby ukradne jejich duši a neponechá koutek pro původního člověka", řekl jednou, ale dodal: "Holmes se pro mne stal odvrácenou stranou měsíce. On je náladový a osamělý a pod tím jsem společenský a přátelský."

## Bipolární porucha
Jeremy Brett onemocněl po úmrtí manželky Joan bipolární poruchou (maniodepresivní psychóza) typu 1, která je nejzávažnější formou této cyklické poruchy nálad. Stejně jako záchvaty oslabující a nemocného vysilující deprese, je hlavním rysem epizodická mánie (kterou opravdu nebývá zábavné zažít). Během manických epizod, které mohou trvat dny, týdny i měsíce, se poškozený může stát malicherným, podrážděným, arogantním, mohou se vyskytnout bludy a v závažných případech halucinace. U typu 1 se obvykle objevuje mizivá kontrola nad chováním (které je často daleko od skutečné povahy a temperamentu osoby). Nemocní mohou shledat velmi obtížným říct "omlouvám se" blízkým za často krutá, ubližující slova, která se mohou při mánii vymknout běžné kontrole a bývá pro ně příliš bolestné uznat to, co udělali. Navíc ne všichni trpící se setkávají se sympatií, pochopením a podporou, kterou tak zoufale potřebují. To často vede k obdobím sociálního odstupu, studu a hlubokým depresím.
Maniodepresivní psychóza herce velmi vyčerpávala, což je znát zejména v posledních dílech série (The Memoirs of Sherlock Holmes (1994)) a byl kvůli ní vícekrát hospitalizován. Kvůli neúměrně velkým dávkám lithia nezbytným ke stabilizaci rozkolísaných nálad během dlouhých hereckých výkonů celodenního natáčení a neblahým vlivem kouření až 60 cigaret denně se navíc Jeremyho zdraví, které již v dospívání poškodila revmatická horečka, rapidně zhoršovalo.
Dokázal, že je víc než jen trpící člověk a snažil se od své nemoci v běžném životě co možná nejvíce distancovat. Zklamaný novinář jednou poznamenal, že nenašel pro svůj článek nikoho, kdo by proti němu řekl slovo. Nemoc totiž nikdy nezastavila (podle mínění kolegů a známých) ryze dobrosrdečného herce prožívat úspěšný život, naplněný mnoha šťastnými vzpomínkami, a lidmi, kteří ho milovali (jako např. Linda Pritchard, která s ním na sklonku života žila a byla mu velmi blízká). Jeremy chtěl vyslat poselství pro další osoby trpící bipolární poruchou, aby se snažili přežít (nemoc si vyžádá mnoho sebevražd) a být schopni plnit své sny, jako to dělal on. Ke konci života se zapojoval do aktivit pro zvýšení veřejného povědomí v rádiu i televizi.

## Filmografie, výběr
- 1995 Moll Flandersová (umělcův otec)
- 1988 Pes Baskervillský (Sherlock Holmes)
- 1987 Znamení čtyř (Sherlock Holmes)
- 1984 Dobrodružství Sherlocka Holmese – Námořní smlouva (Sherlock Holmes)
- 1984 Skandál v Čechách (Sherlock Holmes)
- 1978 Dotek medúzy (Edward Parrish)
- 1971 Mikuláš a Alexandra
- 1964 My Fair lady (Freddy Eynsford-Hill)
- 1956 Vojna a mír (hrabě Nikolaj Rostov)